# Klariza Clayton
Klariza Clayton est une actrice britannico-chinoise née le 9 mars 1989 à Hong Kong en Chine. Klariza Clayton est connue pour son rôle de Joy Mercer dans Anubis (série télévisée).

## Biographie
Klariza est née à Hong Kong, en Chine, mais a grandi en Angleterre.
Elle a joué dans la série britannique de télévision, Maison de Dani comme l'un des personnages principaux, Sam, qui est représentée sur CBBC. 
Elle est apparue dans le clip de la chanson de Max Schnieder Nothing Without Love. La première apparition de Klariza à la télévision remonte au spectacle intitulé Holby City en 1999.

## Filmographie

### Cinéma
- 2009 : Harry Brown : Sharon

### Télévision
- 2007 : Young Dracula : Delila (saison 2, épisode 08 : Love Bites)
- 2008 - présent : Dani's House : Sam
- 2008 : Holby City : Stevie Montague (saison 10, épisode 29 : The Softest Music)
- 2009 - 2010 : Skins  : Karen Mclair
- 2009 : Parents of the Band : Jelly Babe (saison 1, épisode 6)
- 2009: Big Brother : Herself
- 2009 : EastEnders : Lian (1 épisode)
- 2010 : The Bill : Yara Hanoush
- 2010 : Shelfstackers : Alyssa
- 2011 - 2013 : Anubis (The House Of Anubis) : Joy
- 2013 : Misfits : Chloe, qui veut se débarrasser de son pouvoir au début de l'épisode (saison 5, épisode 5)
- 2013 : Dani's Castle : Sam
- 2016 : Love Sick : Holly (1 épisode)
- 2022 : The Flatshare : Kay